# Pyronia cecilia
Pyronia cecilia är en fjärilsart som beskrevs av Vallantin 1894. Pyronia cecilia ingår i släktet Pyronia och familjen praktfjärilar. Inga underarter finns listade.

## Bildgalleri

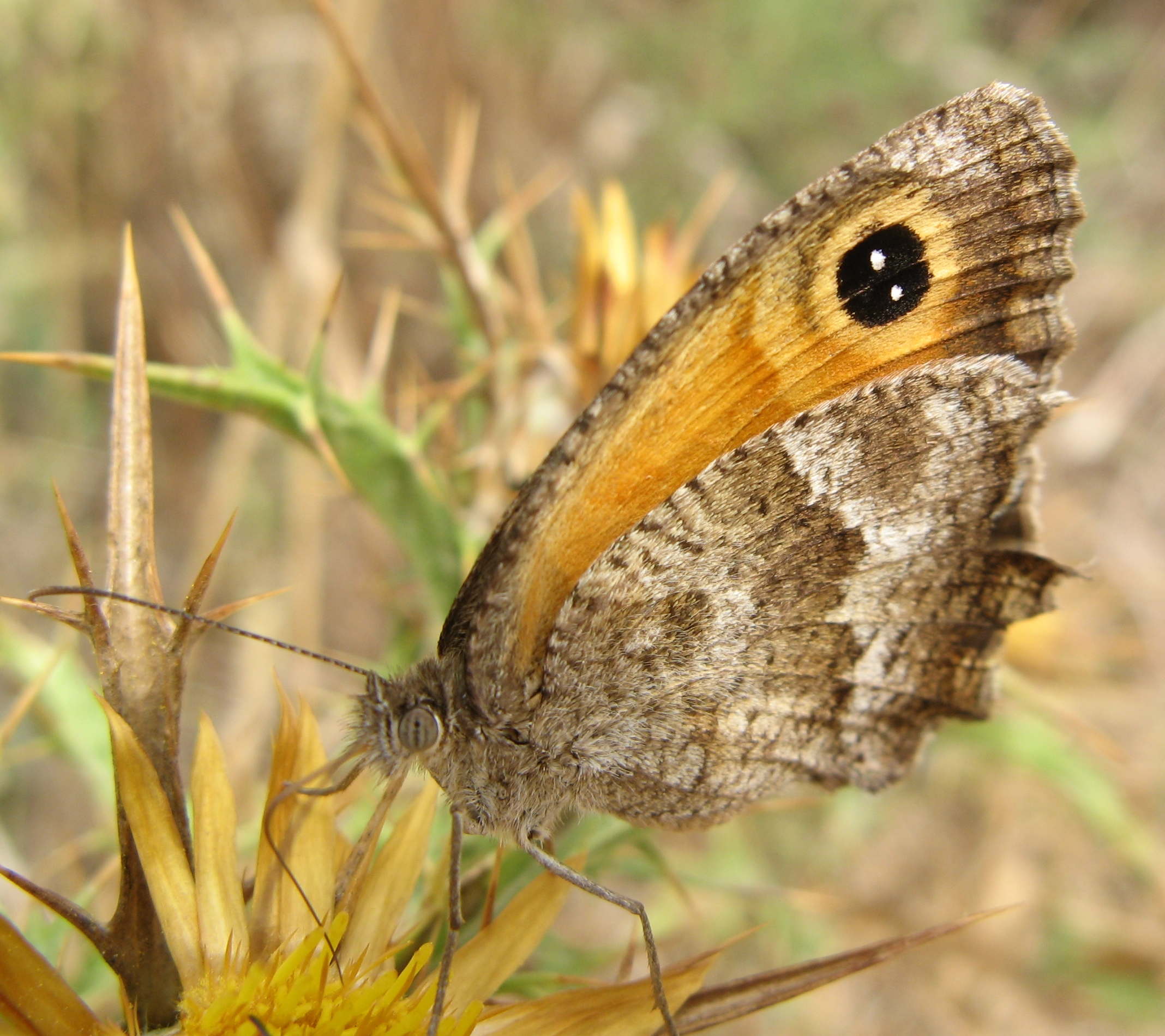
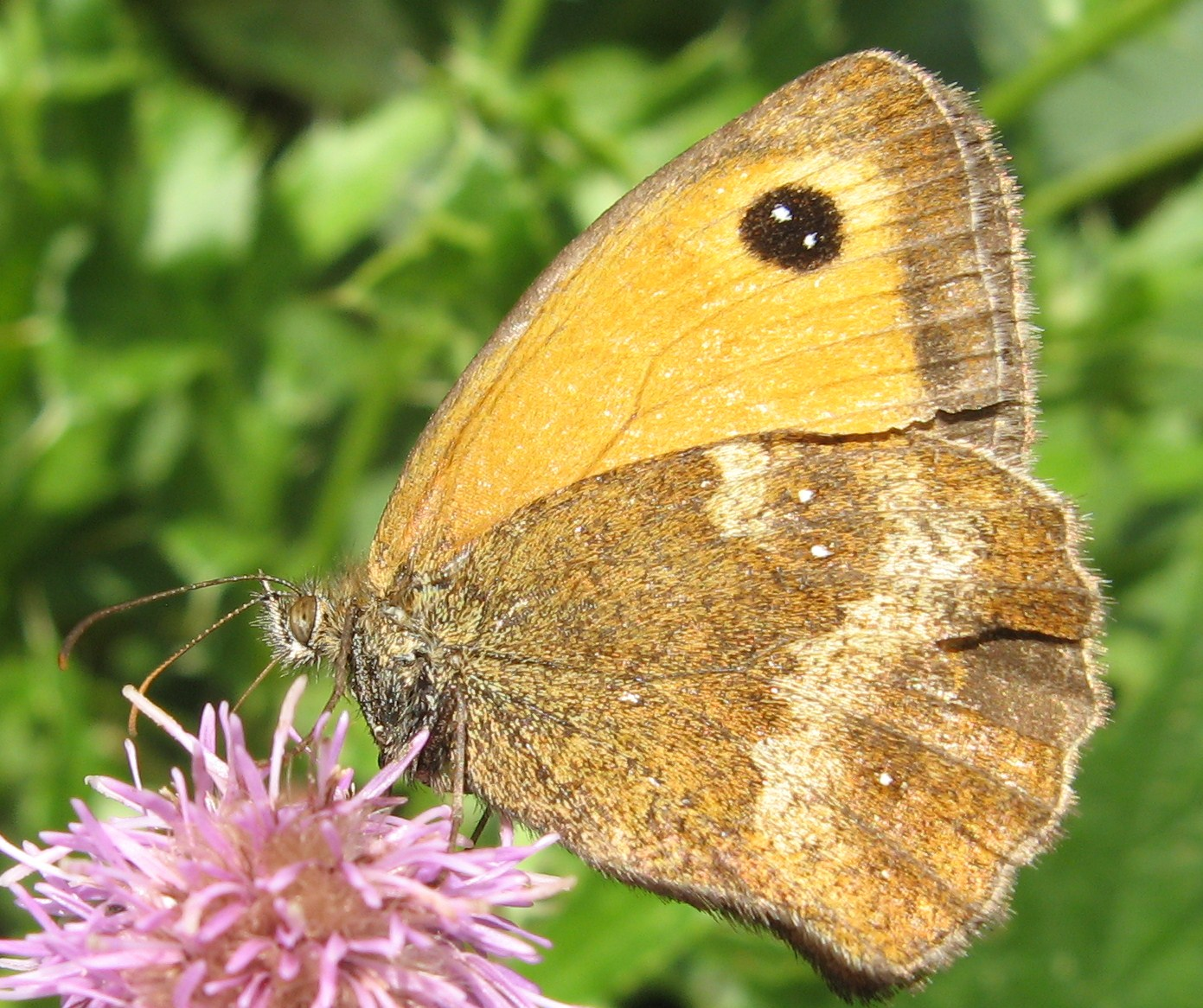
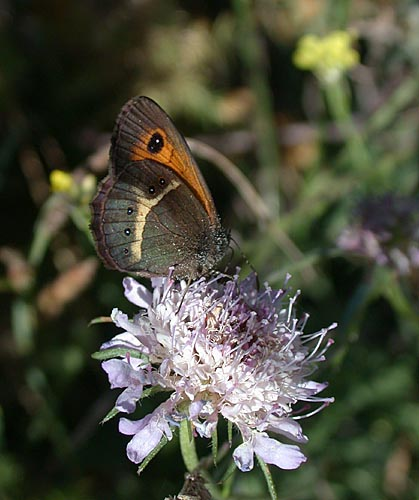
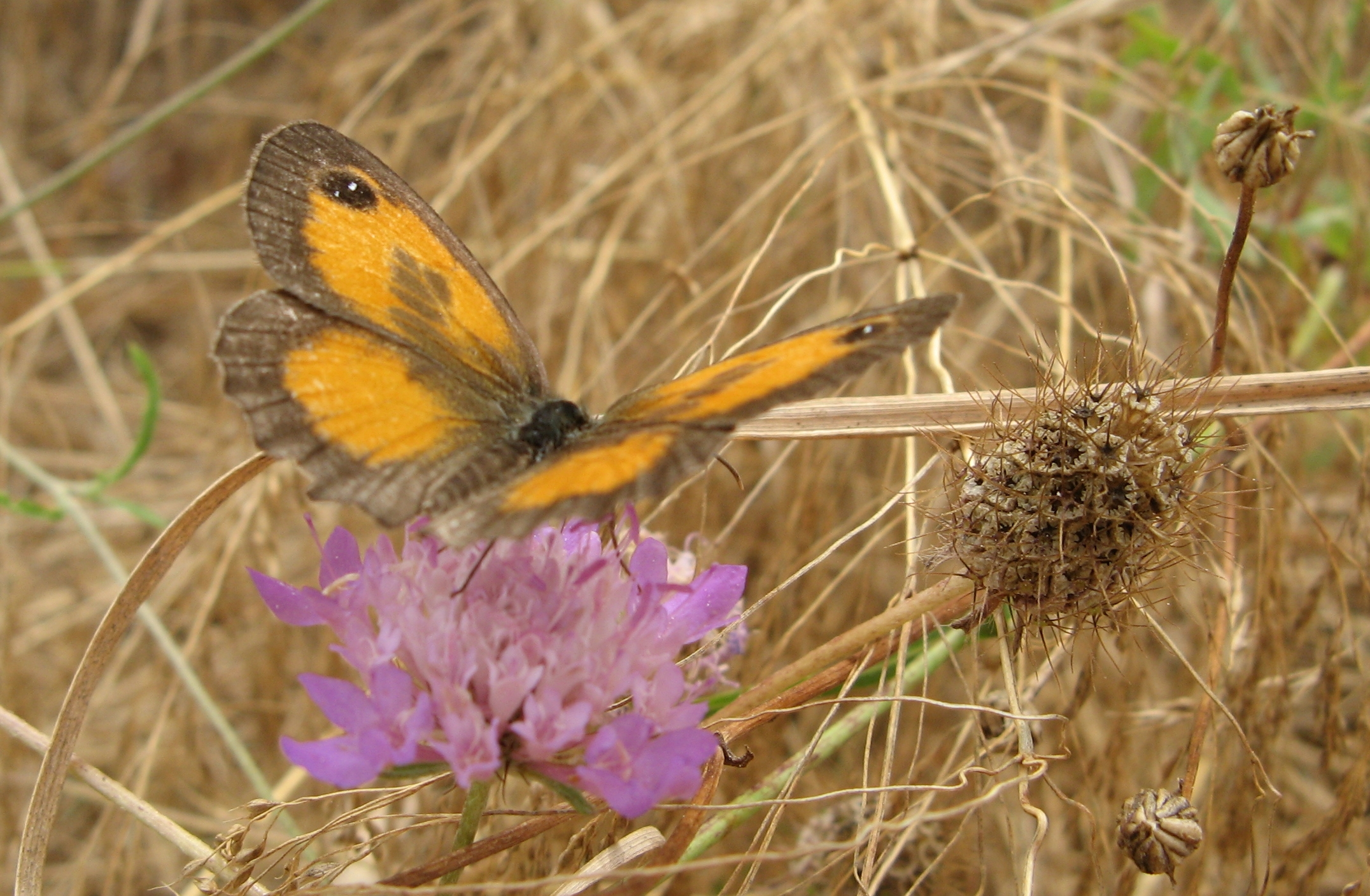

## Beskrivning

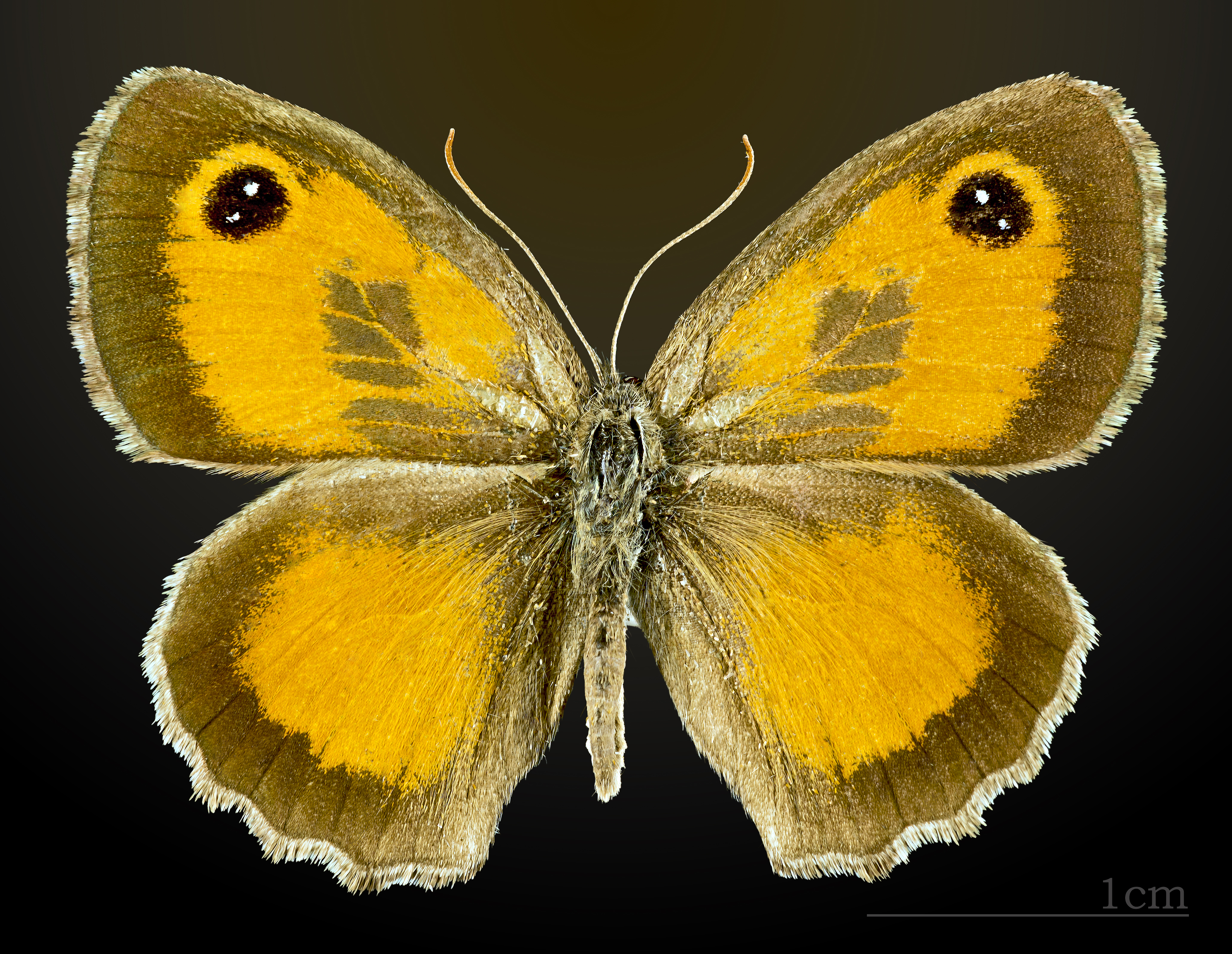
♂
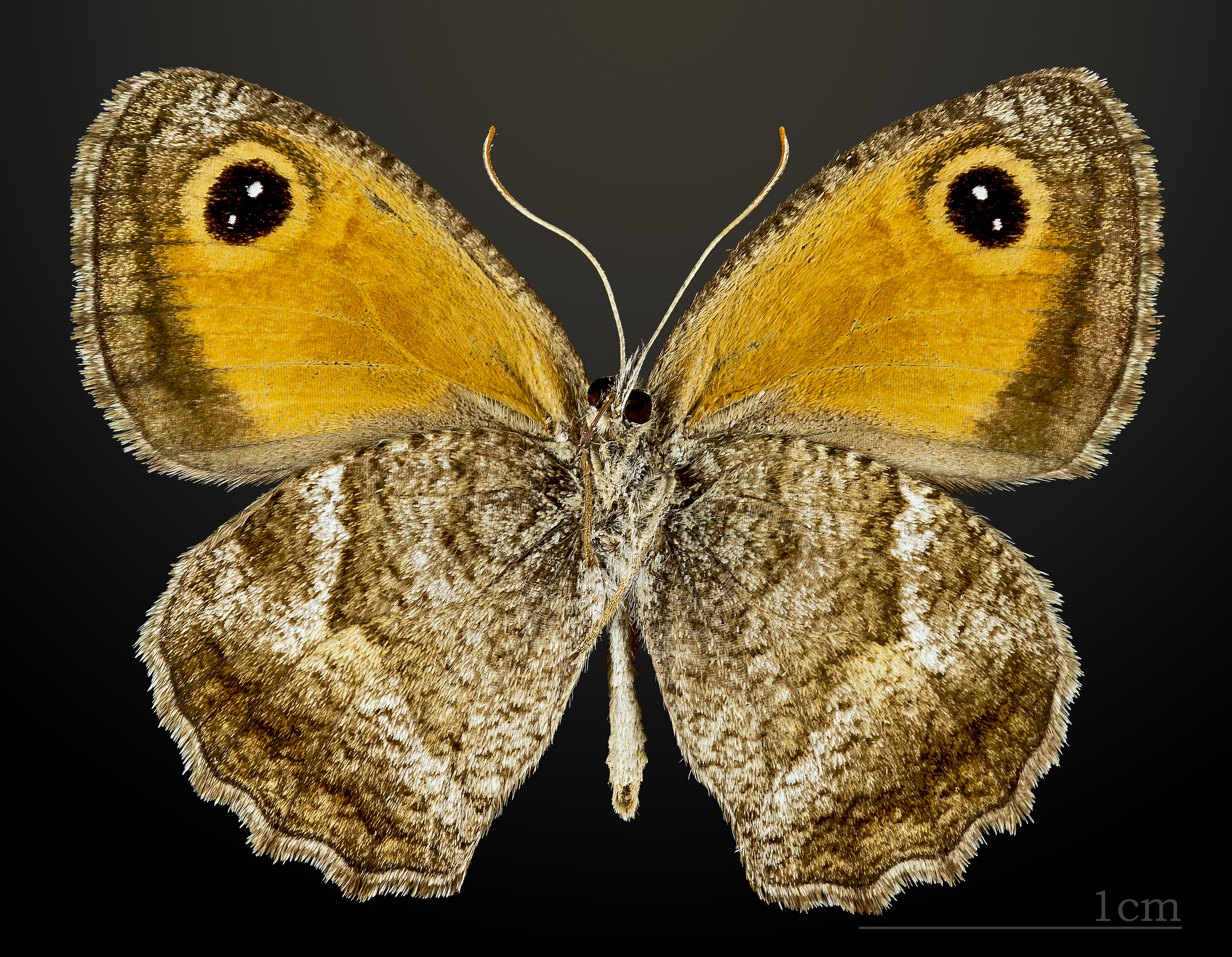
♂ △
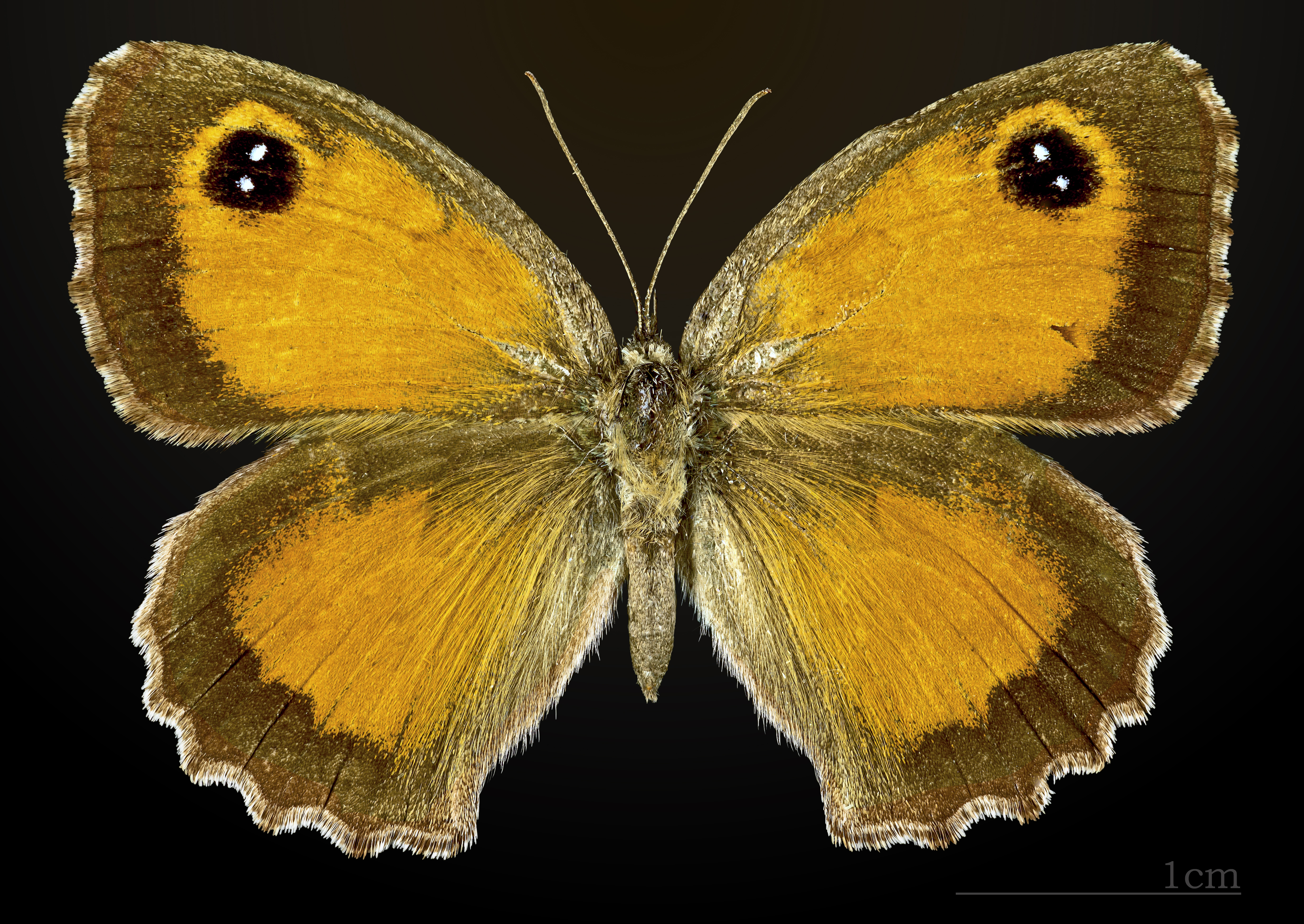
♀
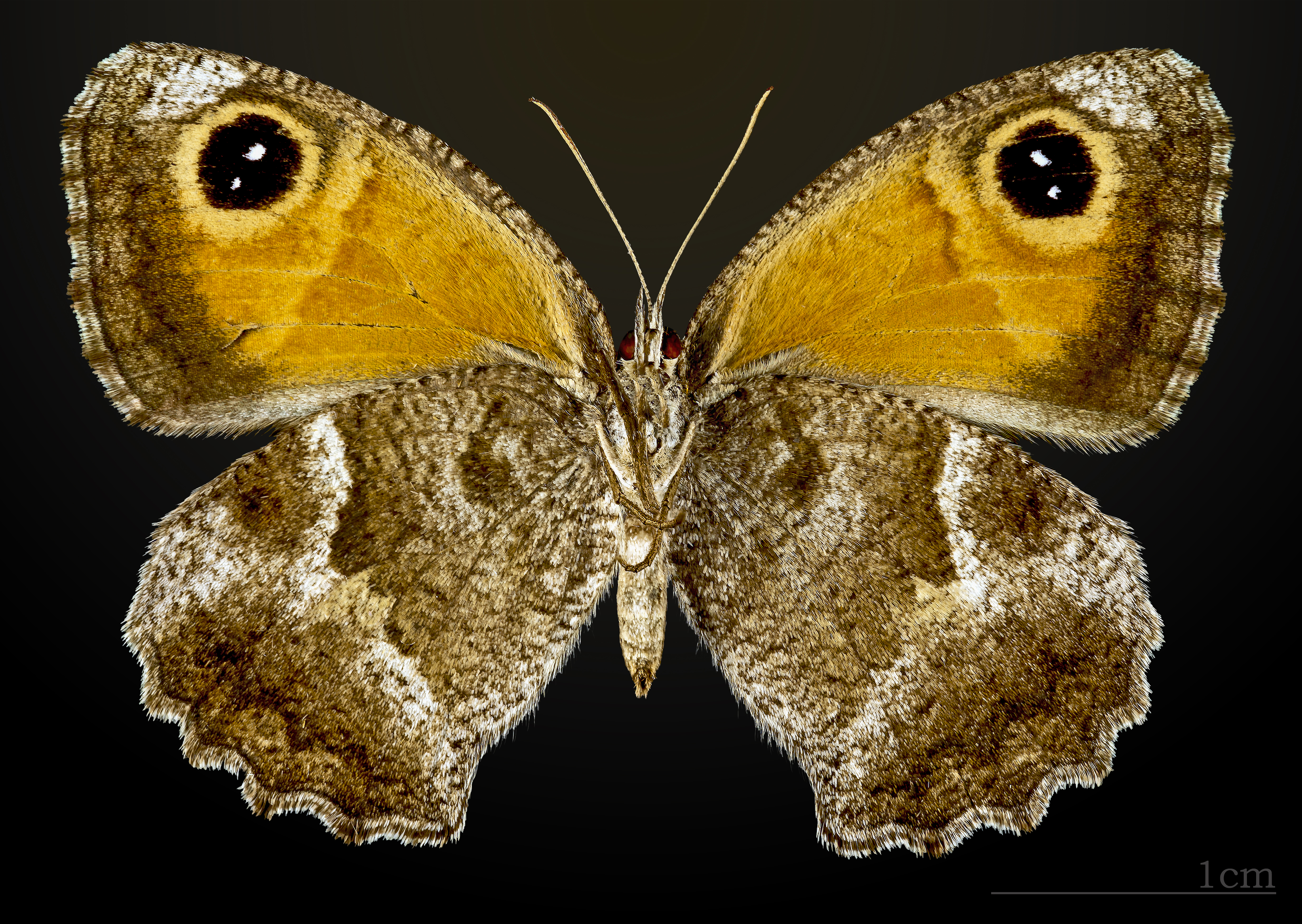
♀ △

Könsdimorfism